# Piece of Mind
《Piece of Mind》는 영국의 헤비 메탈 밴드 아이언 메이든의 네 번째 스튜디오 음반으로, 1983년 5월 16일, EMI 레코드에 의해 발매된 후 캐나다와 미국에서 캐피틀 레코드에 의해 발매되었으며, 이후 컬럼비아 레코드에서 재발매되었다. 이 음반은 최근 프랑스 파리에 본부를 둔 밴드 트러스트를 떠나 아이언 메이든의 드러머로 활동한 드러머 니코 맥브레인이 등장한 첫 음반이었다.
《Piece of Mind》는 영국 음반 차트에서 3위에 올랐고 영국과 북미에서 플래티넘 인증을 획득하는 등 중요하고 상업적인 성공을 거두었다.
대한민국에서 처음으로 정식 발매된 아이언 메이든의 음반이며, 이 음반은 대한민국 정부의 대중문화 검열 정책으로 커버는 속지의 밴드 멤버 사진으로 교체해야 했다. 〈Die With Your Boots On〉, 〈The Trooper〉, 〈Still Life〉 등 4곡이 금지곡으로 삭제되어 5곡만이 목록에 남아 있다.

## 배경
1982년 12월, 드러머 클라이브 버는 개인 및 투어 일정 문제로 밴드와의 연계를 종료하고 프랑스 밴드 트러스트의 이전 멤버였던 니코 맥브레인, 팻 트래버스와 스트리트워커스로 교체되었다. 곧이어 밴드는 저지섬에 가서 작곡을 하며 계절이 지나자 호텔 르 샬레를 인수하고 레스토랑에서 리허설을 했다. 2월에 밴드는 처음으로 바하마로 가서 나소의 컴퍼스 포인트 스튜디오에서 음반을 녹음했다. 녹음은 3월에 끝났고, 이후 이 음반은 뉴욕의 일렉트릭 레이디 스튜디오에서 혼합되었다.
이번 음반은 아이언 메이든 4장의 음반 중 첫 번째 음반으로 수록곡의 이름을 따온 것이 아니다(〈Still Life〉의 가사는 "마음의 평화(peace of mind)"라는 표현을 포함하고 있지만). 원래, 이 음반의 작업 타이틀은 이 밴드가 에디가 음반 쓰기 단계에서 저지의 한 펍에서 《Piece of Mind》라는 제목을 생각해 낼 때까지 앞면 커버에 올려놓기로 결정했을 때 《Food for Thought》였다.
실제 텍스트 (4절 21절)는 음반 제목에 "뇌"로 추가된 "뇌"가 아닌 "더 이상의 고통은 없을 것"이라고 쓰인다는 점만 빼면 거의 일치한다.
음반 커버 뒷면에는 "No synthesizers or ulterior motives(신시사이저나 숨은 의도가 없다)"라는 메시지가 있다.

## 발매 및 평가
| 전문가 평가                      | 전문가 평가 |
| 평가 점수                        | 평가 점수   |
| 출처                             | 점수        |
| -------------------------------- | ----------- |
| AllMusic                         | [ 6 ]       |
| Collector's Guide to Heavy Metal | 10/10       |
| Pitchfork                        | 8.5/10      |
| Sputnikmusic                     | 4.5/5       |

4월 28일, 싱글 〈Flight of Icarus〉에 이어 1983년 5월 28일, 《Piece of Mind》가 발매되었다. 영국에서 3위로 정점을 찍었고, 차트에서 18주를 보냈다.
북미에서 이 음반은 빌보드 200에서 14위로 정점을 찍으며, 지금까지 이 밴드의 가장 높은 차트가 되었다. 7월까지, 《Piece of Mind》는 1986년에 플래티넘 지위로 상승하며 미국 음반 산업 협회로부터 골드 인증을 받았다. 1995년 이 음반은 영국에서 플래티넘 지위를 달성했다.
비평은 대체로 긍정적이었다. 1983년, 《케랑!》은 《Piece of Mind》가 1위, 《The Number of the Beast》가 2위를 차지하면서 역사상 가장 위대한 메탈 음반에 대한 여론조사를 발표했다. 이 음반은 스푸트니크뮤직이 "쉽게도 당신의 컬렉션에 속하는 음반"이라고 극찬하면서 일관된 찬사를 받았다(그러나 (그들은 "《Powerslave》, 《Somewhere in Time》, 《Brave New World》 같은 것들이 그것을 추월할 것"이라고 주장하지만). 올뮤직은 "하반기에는 헤비 메탈보다 조금 더 낮아지지만, 헤비 메탈에 가장 기본적인 관심사를 가진 모든 사람에게 필수적"이라고 설명했다. 그것은 2007년 IGN의 톱 25 메탈 음반 목록에서 21위에 올랐다.
5월 2일, 헐 시티 홀에서 World Piece Tour가 열렸다. 투어는 12월 18일에 끝났고, 139회의 콘서트는 도르트문트의 웨스트팔렌할에서 텔레비전으로 중계되었다.
2007년 IGN의 상위 25개 메탈 음반 목록에서 21위에 랭크되었다.

## 곡 목록
| #  | 제목                       | 작사·작곡               | 재생 시간 |
| -- | -------------------------- | ----------------------- | --------- |
| 1. | 〈Where Eagles Dare〉      | 스티브 해리스           | 6:08      |
| 2. | 〈Revelations〉            | 브루스 디킨슨           | 6:51      |
| 3. | 〈Flight of Icarus〉       | 아드리안 스미스, 디킨슨 | 3:49      |
| 4. | 〈Die with Your Boots On〉 | 스미스, 디킨슨, 해리스  | 5:22      |

| #  | 제목               | 작사·작곡             | 재생 시간 |
| -- | ------------------ | --------------------- | --------- |
| 5. | 〈The Trooper〉    | 해리스                | 4:10      |
| 6. | 〈Still Life〉     | 데이브 머레이, 해리스 | 4:27      |
| 7. | 〈Quest for Fire〉 | 해리스                | 3:40      |
| 8. | 〈Sun and Steel〉  | 디킨슨, 스미스        | 3:25      |
| 9. | 〈To Tame a Land〉 | 해리스                | 7:26      |

## 인증
| 국가                       | 인증        | 판매량/출하량 |
| -------------------------- | ----------- | ------------- |
| 오스트레일리아 (ARIA)      | 골드        | 20,000^       |
| 캐나다 (뮤직 캐나다)       | 2× 플래티넘 | 200,000^      |
| 핀란드 (Musiikkituottajat) | 골드        | 25,000        |
| 독일 (BVMI)                | 골드        | 250,000^      |
| 일본 (RIAJ)                | 골드        | 100,000       |
| 뉴질랜드 (RMNZ)            | 골드        | 7,500^        |
| 영국 (BPI)                 | 플래티넘    | 300,000^      |
| 미국 (RIAA)                | 플래티넘    | 1,000,000^    |
| ^출하량을 기반으로 한 인증 |             |               |